# La prisión de mi padre
La prisión de mi padre es una película documental venezolana de 2023 dirigida por Iván Simonovis Pertiñez, hijo del comisiario Iván Simonovis. Siendo la película debut del director, el documental narra la vida de su padre, tanto en el ámbito personal como el profesional, y su posterior detención por el gobierno de Hugo Chávez. 

## Sinopsis
El documental narra diferentes aspectos de la vida del papá del director, el comisario de la Policía Técnica Judicial (PTJ) de Venezuela, desde el ámbito personal en el que ofrece consejos para sus hijos hasta el profesional, que incluyó el rescate exitoso durante el secuestro en Cúa de 1998. Continúa relatando su detención tras ser acusado por el gobierno de Hugo Chávez de la violencia en Puente Llaguno el 11 de abril de 2002 y su condena a 30 años de cárcel por la jueza Marjorie Calderón. La película también presenta varios momentos de la vida familiar y la historia del país, como el intento de golpe de Estado del 4 de febrero de 1992 (año en el que nació el director del documental e hijo del comisario), y la instalación de la Asamblea Nacional Constituyente de 1999.
Durante las conversaciones entre padre e hijo, el comisario relata las violaciones a sus derechos humanos durante su reclusión. Según sus cálculos, durante los 15 años de su presidio, sólo le permitieron recibir luz solar durante 33 días. Vivió en un pasillo de 35 metros de largo y un metro y medio de ancho, lo cual explica en el documental sentándose en medio de un cuadro ilustrando las dimensiones del espacio. El director también entrevista a su mamá, esposa del comisario que también fue la abogada en su juicio. Declaró que durante el juicio nunca se demostró que Simonovis ordenó disparar durante los sucesos de puente Llaguno, ni tampoco que las armas portadas por los funcionarios bajo su mando.
El documental culmina con el escape de arresto domiciliario del comisarios en 2019, incluyendo imágenes inéditas. Los créditos muestran los nombres de todos los presos políticos en Venezuela para la fecha, los cuales deben ser presentados en varias impresiones por su cantidad, junto con los nombres de los fallecidos en custodia.

## Reparto
- Iván Simonovis Aranguren (padre)
- Bony Pertíñez (madre)

## Producción
El director expresó que para él era importante grabar el documental sobre la detención de su padre tanto por la relevancia para la historia del país como por el impacto que tuvo en su familia. El centro de la narración parte de la prisión domiciliara de Simonovis, concedido en 2014 por problemas de salud, e incluye imágenes de archivo e inéditas. La producción le tomó nueve años en realizarse y describió que el proceso fue bastante complejo, donde tuvo que enfrentarse al trauma y a las heridas emocionales.
El filme incluye actividades rutinarias del comisario en el hogar, incluyendo la revisión de un tanque de agua o la entrevista con su hijo. Aunque Simonovis es la voz principal del documental, también se cuenta con entrevistas con Bony Pertíñez, siendo la madre del director, la esposa del comisario y la abogada durante el juicio.
La producción recibió apoyo del programa Dok Incubator, donde ganó un premio para la posproducción de sonido.

## Recepción
La prisión de mi padre fue galardonado en el Festival Internacional de Cine de Gijón con el Premio del Público en la competición Tierres en Trance. También fue parte de la selección oficial de los festivales internacionales de documentales Visions du réel, el 23 de abril de 2024, y Dokufest.
El documental fue presentado en el vigésimo Festival del Cine Venezolano, por primera vez en Margarita, entre el 17 y 19 de junio.Posteriormente fue proyectado en Miami, incluyendo el 6 de octubre y el 22 de noviembre.